# Жага смерті 2
«Жага смерті 2» (англ. Death Wish II) — американський кінофільм, сіквел фільму «Жага смерті». Не рекомендується перегляд дітям та підліткам молодше 16 років.

## Сюжет
Пол Керсі з дочкою Керол переїжджає в Лос-Анжелес. Здавалося, в душевному стані дівчини намітилася тенденція до поліпшення, але одного разу бандити нападають на їх будинок, ґвалтують економку і беруть в заручники доньку. При спробі втечі Керол гине. Пол відмовляється співпрацювати з поліцією, замість цього він дістає свій пістолет, змінює одяг і знімає кімнату в бідному районі міста.
В одну з ночей Пол знаходить одного з бандитів — Стомпера, що займає продажем наркотиків. Керсі вбиває його супутника, а потім між ним і нальотчиком відбувається наступний діалог:
 — Віриш у Христа? 
 — Так … 
 — Зараз з Ним зустрінешся!

Після цього Керсі вбиває Стомпера. Іншим разом Пол натикається на банду з чотирьох негрів, які намагаються зґвалтувати білу жінку. В одному з них Керсі впізнає іншого грабіжника — Джайвера. Пол вбиває всіх чотирьох, а поліції, що приїхала на місце події, жертви дають суперечливі свідчення, при цьому прямо звинувачують поліцейських, що не вони, а невідомий врятував їх.
У Лос-Анжелес приїжджає Френк Очоа, який отримує від свого керівництва наказ «прибрати» Керсі. Він виходить на слід Пола, а той у свою чергу знаходить трьох інших нальотчиків — Нірвану, Каттера і Панката, які в міському парку обмінювали наркотики на зброю. Між ними починається перестрілка, в якій Очоа гине. Перед смертю він заповідає Полу убити єдиного бандита, що лишився в живих — Нірвану.
За Нірваною починається полювання, в якій Керсі доводиться конкурувати з поліцією. Нірвану заарештовують і поміщають на примусове психіатричне лікування. Пол підробляє документи і проникає в лікарню. Між ним і Нірваною відбувається бійка, під час якої злочинець рукою потрапляє в апарат для електрошоку і гине. А Полу санітар дозволяє залишити лікарню. Проте, дізнавшись про все, що сталося, з Керсі пориває його наречена Джері.

## Актори
1. Чарльз Бронсон — Пол Керсі
2. Джилл Айрленд — Джері Ніколс
3. Вінсент Гарденія — детектив Френк Очоа
4. Дж. Д. Кеннон — слідчий з Нью-Йорка
5. Ентоні Франчоза — Герман Балдвін
6. Бен Френк — лейтенант Манкіевіч
7. Робін Шервуд — Керол Керсі
8. Сільвана Галлардо — Розарію
9. Роберт Ф. Лайонс — Фред МакКензі
10. Майкл Принц — Елліот Кесс
11. Дрю Снайдер — комісар Хоукінс
12. Пол Ламберт — поліцейський комісар з Нью-Йорка
13. Томас Ф. Даффі — Нірвана
14. Кевін Мейджор Говард — Стомпер
15. Стюарт К. Робінсон — Джайвер
16. Лоуренс Фішберн — Каттер
17. Е. Ламонт Джонсон — Панкат
18. Пол Комі — сенатор МакЛін
19. Френк Кампанелла — суддя Ніл А. Лейк
20. Х'ю Уорден — служитель на похороні

## Нагороди
- Номінація на Золоту малину у 1983 році за найгірший саундтрек.